# Heterotis (plant)
Heterotis is een geslacht uit de familie Melastomataceae. De soorten uit het geslacht komen voor in tropisch Afrika.

## Soorten
- Heterotis buettneriana (Cogn. ex Büttner) Jacq.-Fél.
- Heterotis cogniauxiana (A.Fern. & R.Fern.) Ver.-Lib. & G.Kadereit
- Heterotis decumbens (P.Beauv.) Jacq.-Fél.
- Heterotis fruticosa (Brenan) Ver.-Lib. & G.Kadereit
- Heterotis prostrata Benth.
- Heterotis rotundifolia (Sm.) Jacq.-Fél.